# Tropinota hirta
Tropinota hirta (Poda, 1761) è un coleottero scarabeide appartenente alla sottofamiglia Cetoniinae.

## Descrizione

### Adulto
Gli adulti sono, in genere, di piccole dimensioni. Presentano una colorazione nera opaca con delle macchie bianche, talvolta assenti. Il dorso è ricoperto da una peluria relativamente lunga e questo permette di distinguerla dalla più comune Oxythyrea funesta. Le zampe sono relativamente lunghe, ma non consentono all'insetto di correre velocemente; di contro gli offrono un saldo appiglio quando l'insetto atterra sulle piante. La testa presenta gli occhi composti, un paio di mandibole poderose, utilizzate dall'insetto per nutrirsi, e le antenne corte. La parte inferiore del corpo presenta una peluria lunga e folta, specialmente nella parte in corrispondenza del torace.

### Larva
Le larve di T. hirta sono di dimensioni inferiori, rispetto a quelle degli altri cetoniini. Sono della tipica forma a "C" e presentano testa e zampe sclerificate per permettere all'insetto di muoversi più facilmente nel terreno. La testa presenta un paio di poderose mandibole atte a triturare il cibo. L'addome è la parte più voluminosa del corpo della larva e contiene il tubo digerente, che è sempre ricolmo di cibo. Lungo i fianchi le larve presentano una serie di forellini chitinosi che costituiscono gli sbocchi dell'apparato respiratorio dell'insetto.

## Biologia

### Adulto

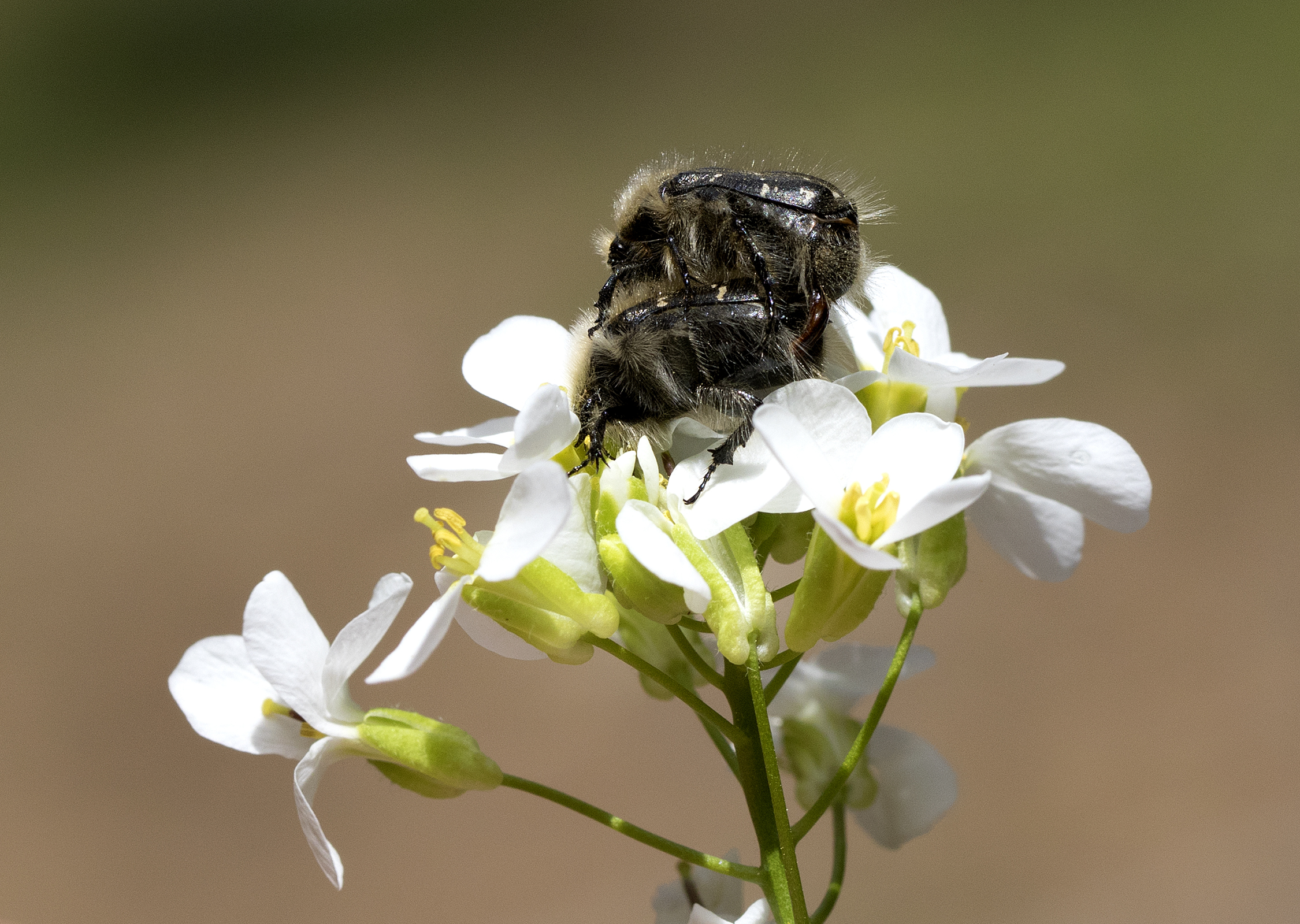
Accoppiamento.

Gli adulti si nutrono di nettare e soprattutto polline. Possono occasionalmente anche rodere alcune parti dei fiori e sono di abitudini diurne. Compaiono in piena primavera, nei mesi che vanno da aprile a giugno fino a settembre. Gli accoppiamenti avvengono sui fiori.

### Larva
Le larve si nutrono di humus e dei detriti vegetali siti nel sottosuolo, svolgendo un ruolo importante da decompositori nella rigenerazione della materia organica dei suoli.

## Distribuzione e habitat
La specie è ampiamente diffusa in Europa, Nord Africa, Asia minore e Medio oriente.